# Călin Peter Netzer
Călin Peter Netzer (* 1. května 1975 Petroșani) je rumunský filmový režisér řazený k tzv. rumunské nové vlně. Jeho film Pozice dítěte (Pozitsia copilului), drama matky odhodlané za každou cenu zachránit syna před vězením, získal hlavní cenu Zlatého medvěda na Filmovém festivalu v Berlíně roku 2013. Ves svých osmi letech emigroval s rodiči do Německa, po pádu komunismu se tam však vrátil a vystudoval tam filmovou režii na Národní univerzitě divadla a filmu v Bukurešti, absolvoval roku 1999.

## Filmografie
- Maria (2003)
- Čestná medaile (2009)
- Pozice dítěte (2013)
- Ana, má láska (2017)